# Peter Fechter
Peter Fechter (14. januar 1944 – 17. august 1962) var en murer fra Østberlin. 18 år gammel blev han et af de første dødsofre for grænsevagterne ved Berlinmuren. 
Peter Fechter og hans ven Helmut Kulbeik, besluttede sig for at flygte til Vesttyskland i 1962. Et år efter muren var blevet opført og havde delt Berlin i to. 
Fechter's og Kulbeik's plan var at gemme sig i et snedkerværksted i Zimmerstrasse, tæt ved muren, hvor de ville observere de østtyske grænsevagter. Herefter ville de hoppe ned i den såkaldte dødsstribe – en bræmme med sand mellem inder- og ydermuren – hvorefter de ville kravle ydermuren, som i øvrigt var forsynet med pigtråd på toppen, og ind i bydelen Kreuzberg – tæt ved det amerikanske Checkpoint Charlie.
Da de begyndte at løbe over dødsstriben, opdagede grænsevagterne dem og begyndte at skyde. Helmut Kulbeik kom over muren, men Peter Fechter blev ramt i maveregionen og faldt tilbage ned i dødsstriben – tilbage på østtysk område.
Her lå han i smerter og jamrede sig, men ingen hjælp kom. De vesttyske grænsevagter – og amerikanske soldater – havde været vidner til hele episoden og kunne nu både se og høre den døende Fechter, men havde ingen muligheder for at hjælpe ham.
Havde de forsøgt, ville de højst sandsynligt være blevet skudt på af det østtyske grænsepersonel, da det ville være en ulovlig overtrædelse af landegrænsen. Den eneste mulighed var, at kaste forbindinger ned til den blødende Fechter, som dog var i så stærke smerter – og led af så voldsomt blodtab – at det var umuligt for ham selv at lægge dem.
Efter en time døde skrigene ud og de østtyske grænsevagter hentede liget af den 18-årige murer.
En senere rapport, fremlagt af retsmediciner Otto Prokop fastslog at: "Fechter havde ingen chancer for at overleve. Skuddet i den højre side af hoften, havde forårsaget massive interne skader."
Et kors blev senere hen placeret på den vesttyske side af muren, ikke langtfra hvor Peter Fechter døde. Efter Tysklands genforening i 1990, blev dette erstattet af et decideret mindesmærke på præcis det sted, hvor Peter Fechter endte sit 18-årige liv.
Peter Fechter omtales i propgandafilmen The Wall på Archive 7 minutter inde i filmen http://archive.org/details/the_wall_1962